# جبرا ابراهیم جبرا
جبرا ابراهیم جبرا، داستان‌نویس، شاعر، نقاش و نقاد معاصر عرب است. وی در فلسطین به دنیا آمده و در عراق از دنیا رفته‌است. وی سال‌های بسیاری را در تدریس در دانشگاه‌های فلسطین، عراق و اروپا گذرانده‌است.

## زندگانی
جبرا ابراهیم جبرا، در سال ۱۹۲۰ میلادی در بیت لحم به دنیا آمده. وی، تحصلات ابتدایی را در مدرسه سریان ارتدوکس و پس از آن در مدرسه الوطنیه واقع در بیت لحم گذراند. وی به سال ۱۹۳۲ به همراه خانواده خود به بیت‌المقدس مهاجرت کرده و تحصلات خود را در مدرسه الرشیدیه ادامه داد. وی در سالهای ۱۹۳۵ تا ۱۹۳۸ در دانشکده العربیة قدس، تحصیلات آکادمیک خود را شروع کرد. در سال ۱۹۳۹ موفق به کسب بورسیه برای تحصیل در انگلستان شد. به همین منظور مدتی را در دانشگاه اکستر در مرکز استان دنشر مشغول تحصیل گردید. وی برای ادامه تحصیل به دانشگاه کیمبریج رفته و در آنجا از اساتیدی چون فرانک رریموند لیوس (متوفی ۱۹۷۸ میلادی) و در رشته ادبیات انگلیسی، بهره برد. وی در نهایت به سال ۱۹۴۳ با درجه ممتاز از این دانشگاه فارغ‌التحصیل گردید. وی در سالهای تحصیل در انگلستان، به‌طور جدی به شعر پرداخت. وی پس از بازگشتش از انگلستان، سمت استاد ادبیات انگلیسی را در دانشکده الرشیدیه کسب نمود. وی به سال ۱۹۴۸ مجبور به مهاجرت به بیت لحم شد و در همان سال به عنوان استاد مدعو به دانشگاه الآداب و العلوم بغداد، عزیمت کرد. وی در سال ۱۹۵۰ مسلمان گردید و تبعیت عراق را کسب کرد. جبرا به سال ۱۹۵۲ ازدواج کرد و در همان سال برای ادامه تحصیل در رشته نقد ادبی راهی دانشگاه هاروارد شد. پس از اتمام تحصیل، مجدد به عراق بازگشت و در اداره روابط عمومی شرکت نفت عراق، رئیس بخش نشر و ترجمه گردید. در سال ۱۹۶۸ برای ایراد سخنرانی به دانشگاه‌های کیمبریج و آکسفورد دعوت شد. وی در سال ۱۹۷۵ به مدت یک سال، استاد مدعو دانشگاه برکلی بود. در نهایت وی به سال ۱۹۹۴ در عراق درگذشت.

## آثار
جبرا ابراهیم جبرا، اولین نمایشنامه خود را در سن ده سالگی و اولین داستان کوتاهش را در چهارده سالگی نوشت. آثار داستانی وی عبارت اند از: صُراخ فی لیل طویل، عِرْق و قصص أُخری، الصیادون فی شارع ضیّق، السفینه، البحث عن ولید مسعود، عالم بِلاخَرائِط و الغرف الاخری. وی در زمینه ترجمه، آثار بسیاری از جمله آثار شکسپیر را ترجمه نموده‌است که مورد توجه منتقدان ادبی قرار گرفت. آثار وی با موضوع نقد ادبی عبارتند از: الحریة والطوفان، النار و الجوهر و ینابیع الرؤیا. دو فیلمنامه وی عبارتند از: الملک الشمس و ایام العقاب که فیلم بخت النصر بر اساس فیلنامه وی تولید شده‌است. از وی حدود شصت اثر در زمینة نقد، ترجمه، شعر و داستان موجود است.

## استادان
ابراهیم طوقان (متوفی ۱۹۴۱ میلادی) از اساتید وی در مدرسه رشیدیه است. سامح الخالدی (متوفی ۱۹۵۱ میلادی) دیگر استاد وی در دانشگاه العربیه قدس بوده‌است. آ. ریچاردز و آرچیبالد مک لیش از اساتید وی در رشته نقد ادبی در دانشگاه هاروارد بوده‌اند.

## سمت و جوایز
- استاد دانشگاه الرشیدیه در رشته ادبیات انگلیسی
- استاد دانشگاه الآداب و العلوم بغداد
- ریاست بخش نشر و ترجمه شرکت نفت عراق
- استاد مدعو دانشگاه برکلی
- عضو گروه هنرهای معاصر بغداد
- عضو گروه هنرمندان عراق
- نایب رئیس اتحادیه نویسندگان فلسطینی در عراق
- عضو اتحادیه ادیبان عراق
- جایزه دانشگاه کلمبیا
- جایزه سلطان العویس
- جایزه فرهنگی اروپا
- جایزه ریاست جمهوری عراق
- مدال قدس
- مدال درجه یک لیاقت از تونس[۱]